# Seznam děkanů Fakulty chemické Vysokého učení technického v Brně
Toto je seznam děkanů Fakulty chemické Vysokého učení technického v Brně.
1. Bohumil Kužma (1912–1913)
2. Karel Vandas (1913–1914)
3. Jiří Baborovský (1914–1915)
4. Jaroslav Jiljí Jahn (1915–1916)
5. Bohumil Kužma (1916–1917)
6. Karel Engliš (1917–1918)
7. Otakar Kallauner (1918–1919)
8. Jan Albert Novák (1919–1920)
9. Rudolf Vondráček (1920–1921)
10. Vítězslav Veselý (1921–1922)
11. František Ducháček (1922–1923)
12. Jaroslav Matějka (1923–1924)
13. Václav Kubelka (1924–1925)
14. František Nachtikal (1925–1926)
15. Aleš Linsbauer (1926–1927)
16. Jiří Baborovský (1927–1928)
17. František Ducháček (1928–1929)
18. Otakar Kallauner (1929–1930)
19. Rudolf Vondráček (1930–1931)
20. Jaroslav Matějka (1931–1932)
21. Vítězslav Veselý (1932–1933)
22. Josef Velíšek (1933–1934)
23. Jaroslav Dědek (1934–1935)
24. Antonín Jílek (1935–1936)
25. Jiří Baborovský (1936–1937)
26. Otakar Kallauner (1937–1938)
27. Vítězslav Veselý (1938–1939)
28. Jaroslav Matějka (1939–1940)
odbor uzavřen
29. Jaroslav Matějka (1945)
30. Antonín Jílek (1945–1946)
31. Josef Matějka (1946–1947)
32. František Perna (1947–1948)
33. Jan Macků (1948–1949)
34. František Perna (1949–1950)
35. Jan Potoček (1950–1951)
36. Otakar Kallauner (1951)
fakulta zrušena
37. Lubomír Lapčík (1993–1999)
38. Milan Drdák (1999–2002)
39. Jaroslav Fiala (2002–2006)
40. Jaromír Havlica (2006–2013)
41. Martin Weiter (2013–2022)
42. Michal Veselý (od 2022)[2]